# Say When (popgroep)
Het liedje Boys van Say When komt op 29 augustus 1987 op nummer 39 binnen in de Nederlandse Top 40. Boys is een eigen bewerking van het nummer Girls, de nummer 1-hit van The Moments & Whatnauts uit 1975. Boys, met op de B-kant Full Speed Ahead, een liedje van Jochem Fluitsma en Eric van Tijn, komt tot een 30e plaats. Fluitsma en van Tijn zijn ook de producers van deze single. Say When bestaat uit de dan 25-jarige Elvira Valentine en de dan 19-jarige Inge Severijnse. Als Elvira Valentine in 1988 een kind verwacht, stopt Say When. In 1992 brengt Valentine onder de naam Goddess de single Sexual uit, hetgeen geen hit wordt in Nederland. In de Amerikaanse Hot 100 bereikt de single echter de 74e plaats. Inge Severijnse heeft in 1990 onder de naam B.B. Queen een nummer 7-hit met het nummer Blueshouse. De opvolger Soultrain doet het ook erg goed in de hitlijsten.
In het gedrukte exemplaar van de Nederlandse Top 40 van destijds is een fout gemaakt: naast de correcte versie zijn er ook exemplaren in omloop waar Boys (Summertime Love) van Sabrina nieuw binnenkomt op 39. Deze laatste artiest stond op dat moment echter nog in de Tipparade genoteerd.

## Discografie

### Singles
| Single met eventuele hitnotering(en) in de Nederlandse Top 40 | Datum van verschijnen | Datum van binnenkomst | Hoogste positie | Aantal weken | Opmerkingen |
| ------------------------------------------------------------- | --------------------- | --------------------- | --------------- | ------------ | ----------- |
| Boys (Girls)                                                  |                       | 29-8-1987             | 30              | 4            |             |